# Leon黎明紅館演唱會2023
Leon 黎明紅館演唱會 2023（英語：Leon Live 2023）是香港歌手黎明的個人演唱會，演唱會由東亞娛樂、寰亞娛樂、Player One合辦，保誠冠名贊助，於2023年11月14日至23日一連10場在香港體育館舉行。此演唱會的製作歷時一年，其結構和製作的複雜程度，打破香港體育館的過往紀錄，為當時的香港帶來「演唱會經濟」效益，其後於2024年至2025年間把製作移師到中國內地巡迴演出。

## 背景
《Leon黎明紅館演唱會2023》（又名「Leon's Rabbit 2023 Presents」）是黎明自2021年後，再度於香港體育館（紅磡體育館）舉行的個人演唱會。2021年7月10日至18日，黎明在上述地點舉行一連9場《Leon 黎明 Talk & Sing 2021 紅館演唱會》，他除了演唱歌曲外，亦首次加入類似棟篤笑形式的說話環節，當時受到2019冠狀病毒病疫情影響，入場觀眾必須遵守佩戴口罩等防疫措施。黎明其後於2022年12月17日及18日應邀在香港中環海濱活動空間參與《Drive In Ultra: LOVFINITY Vivienne Tam x Leon Lai Fashion Concert》的演出，當時觀眾仍須全程戴上口罩，及至2023年3月1日，香港政府宣佈撤銷「口罩令」等防疫措施。2023年5月至6月間，黎明在澳門新濠影滙綜藝館舉行14場《黎明STAGE ON 8演唱會》，帶動了當地防疫措施放寬後的旅遊商機。

## 製作沿革

### 發佈與宣傳

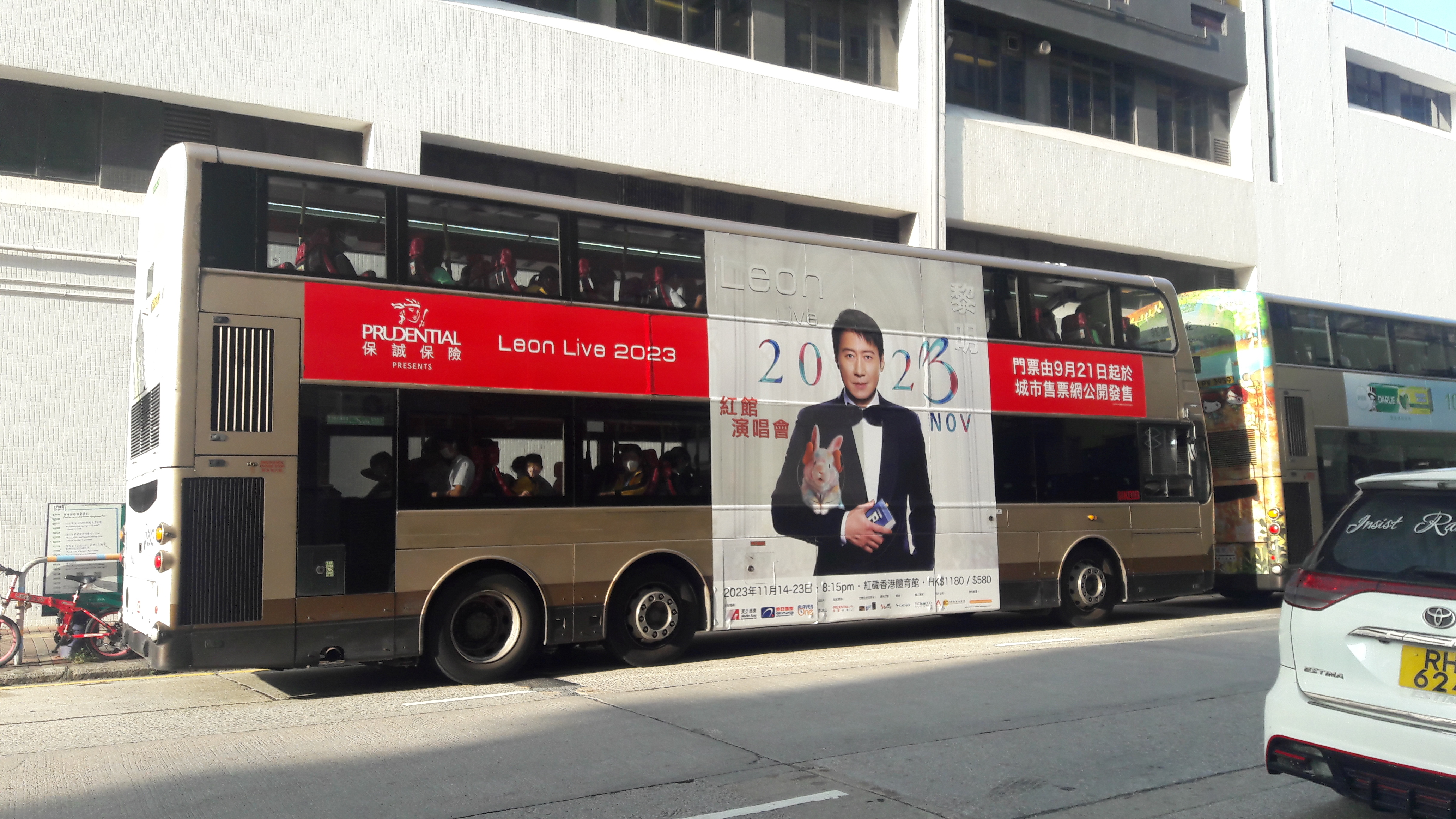
以演唱會為題的巴士車身廣告

適逢2023年是兔年，《Leon黎明紅館演唱會2023》的海報及宣傳短片以黎明抱著兔子為主題。2023年8月15日，黎明在社交平台分享他抱著毛絨兔子玩偶的照片，並反問讀者「佢究竟聽緊乜？」（牠究竟在聽什麼？），而100毛於當日稍後時間在Instagram發佈消息，表示「阿明佢今年11月會喺香港紅館開演唱會，頭場1114你話係咪好任性先」（阿明他今年11月會在香港紅館開演唱會，頭場1114，你說是不是很任性？），主辦單位其後於8月23日公佈演唱會的舉辦詳情，一連10場的演唱會於11月14日至23日晚上8時15分在紅磡體育館舉行。受到颱風蘇拉和海葵影響，原定於9月1日啟動的宣傳工作延期至颱風過後，有關的宣傳工作包括在銅鑼灣黃金地段的戶外電視屏幕播放宣傳片；在海底隧道附近的停車場掛上巨型演唱會海報；在巴士的車身刊登演唱會海報等。

### 舞台設計及效果

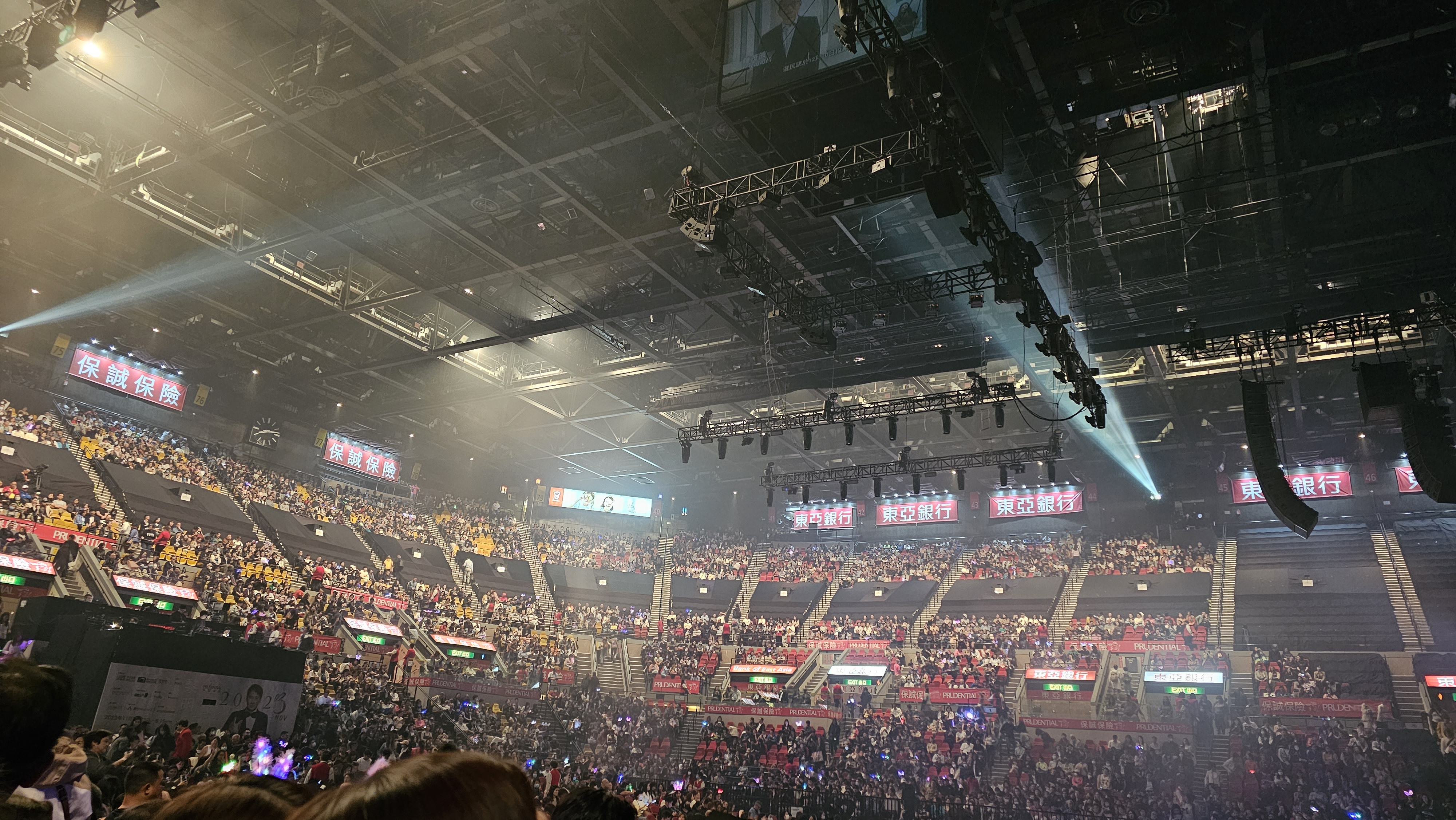
部分座位封閉用作設置雷射燈

演唱會舞台採用「三面台」設計，開放三面觀眾席，為了符合紅磡體育館的規格要求，舞台設計曾多次作出改動，最終採用了上、下兩層舞台的設計。場館內設置70支雷射燈，打造一個巨型雷射天幕，並將部份觀眾席座位封閉，用於設置雷射燈，再配合巨型屏幕，營造出獨有的特效，盼能帶給觀眾新鮮感和視覺刺激，讓每名入埸的觀眾感受到優質的視覺效果。舞台上的屏幕隨着每首歌而不斷轉變，產生不同的立體特效，當中包括以兔子為主題的動畫、火焰、海底效果等，並以動畫形式重新製作1998年的歌曲〈如果可以再見你〉音樂短片，動畫中的女主角是根據當年的音樂短片女主角全智賢的原型製作，內容包括二人在山谷吶喊的一幕。

以下是演唱會的部分舞台效果及燈光效果
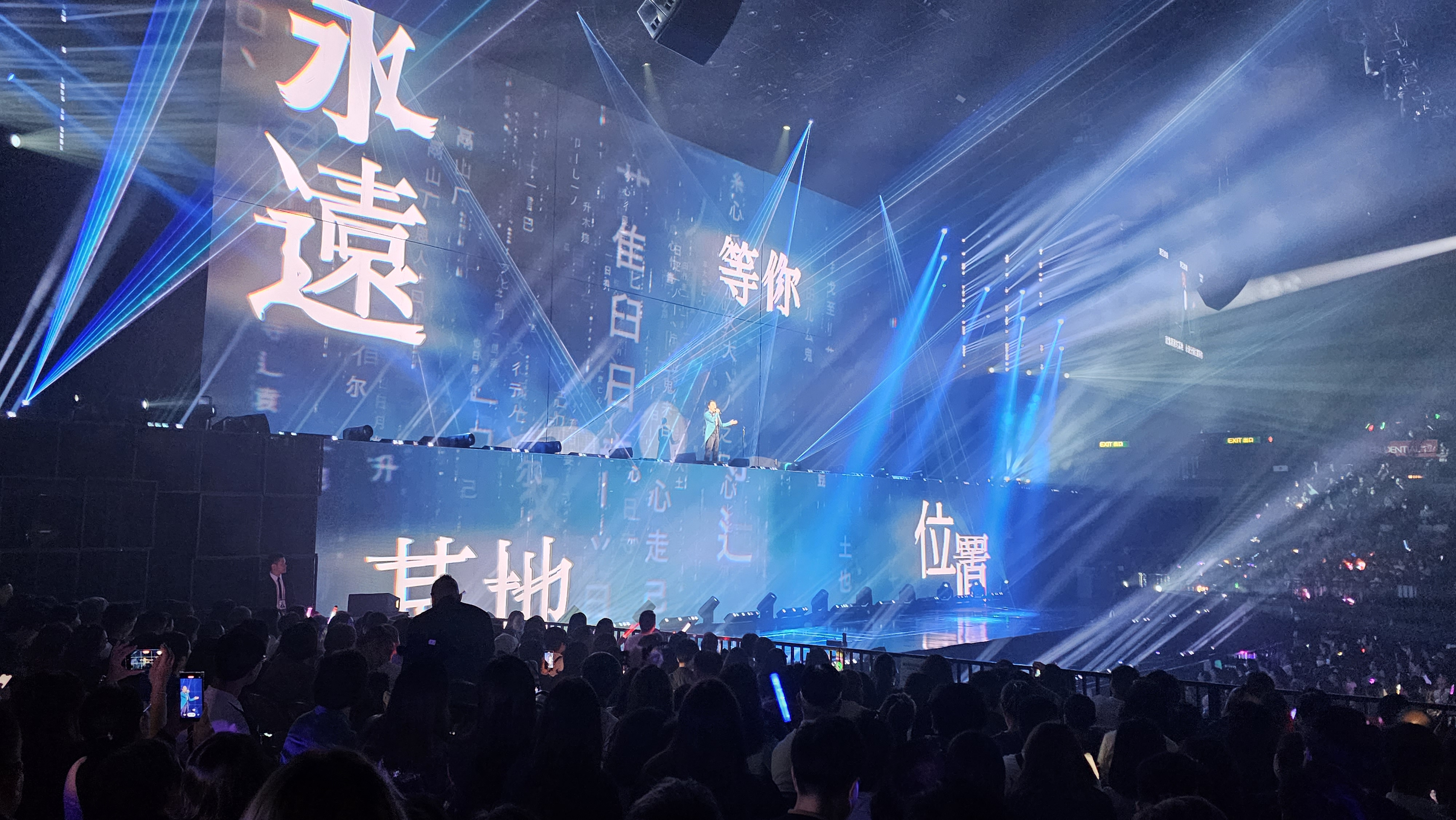
舞台分為上下兩層
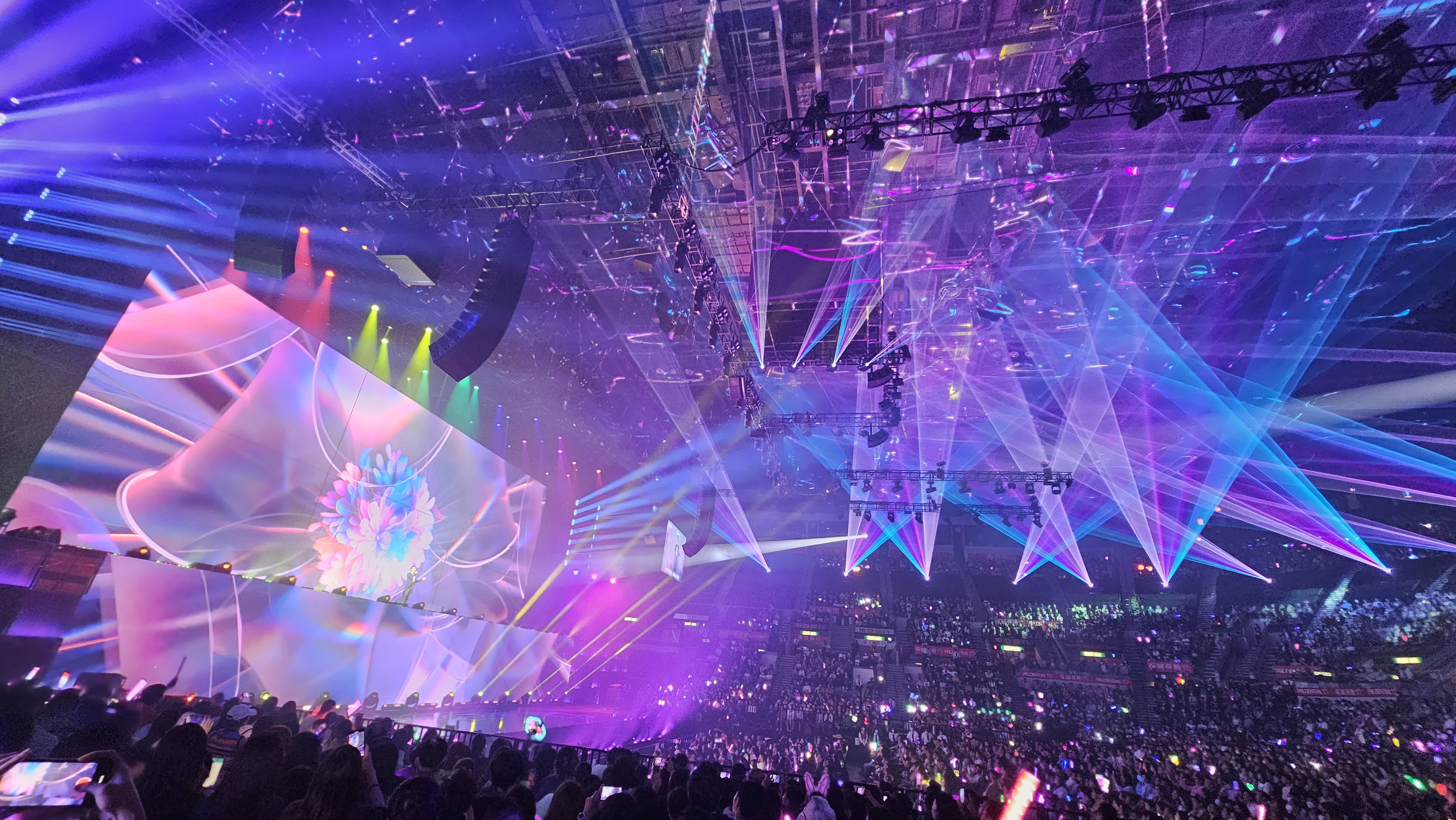
雷射天幕
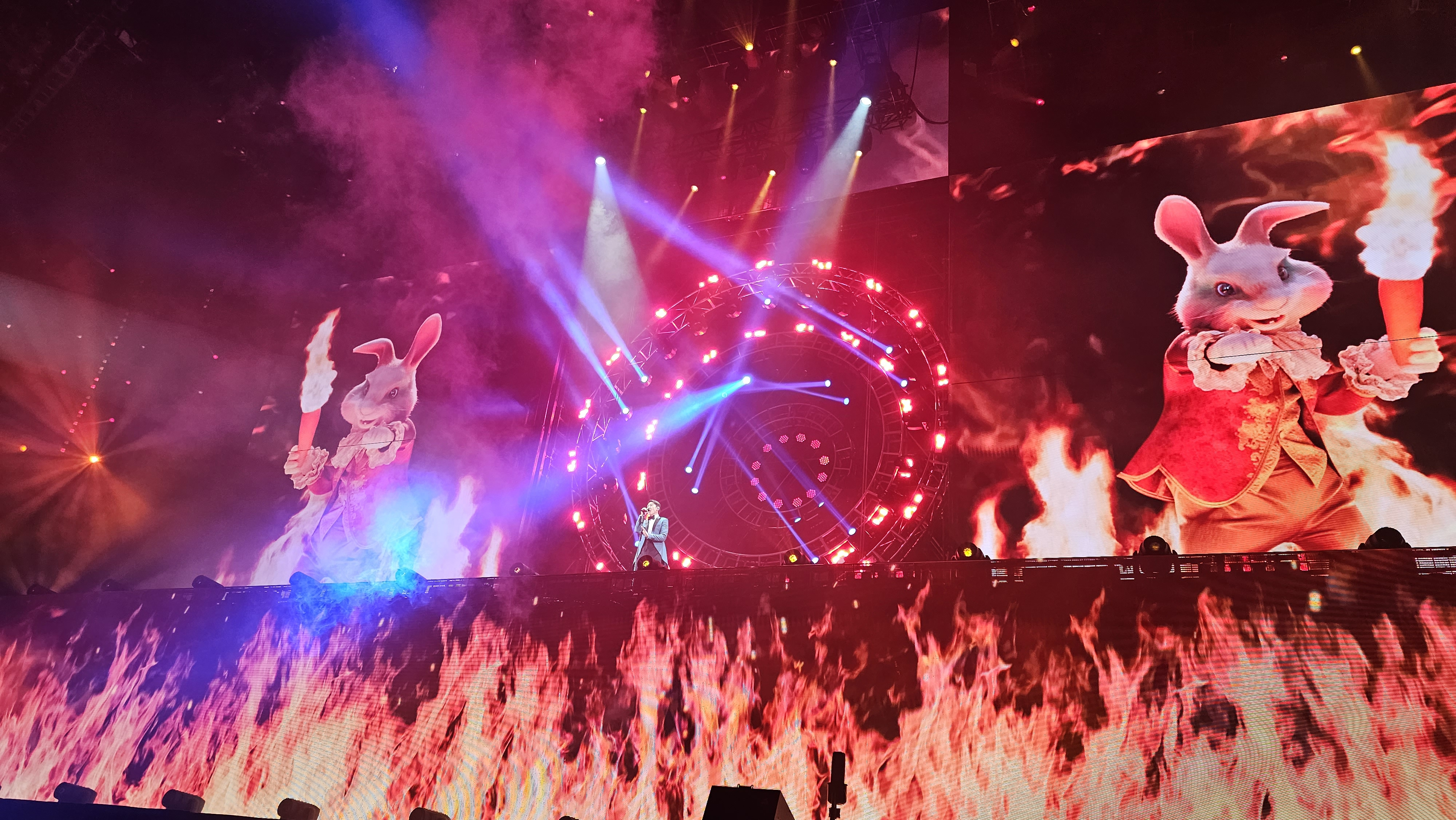
火焰效果
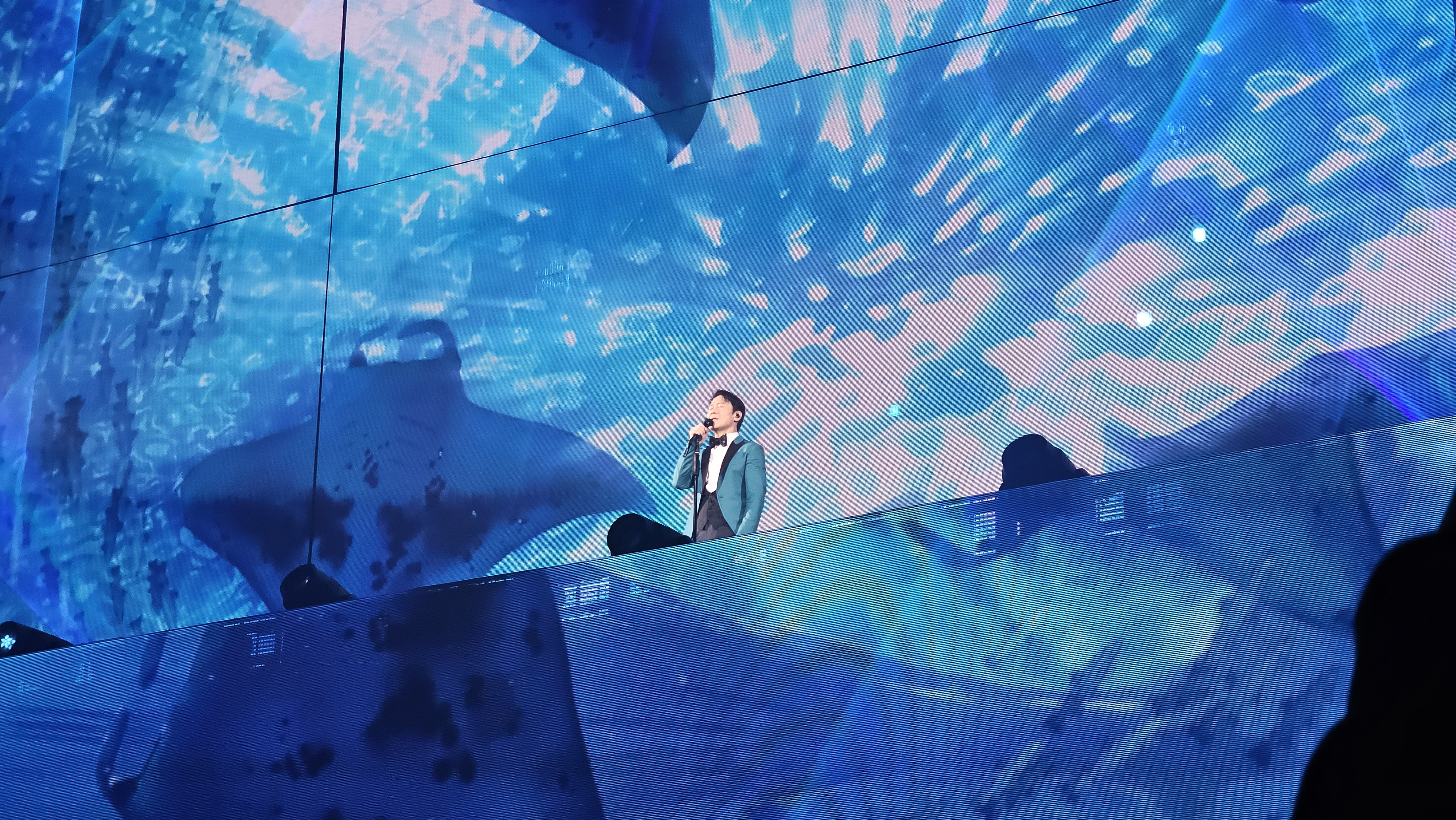
海底效果

### 售票

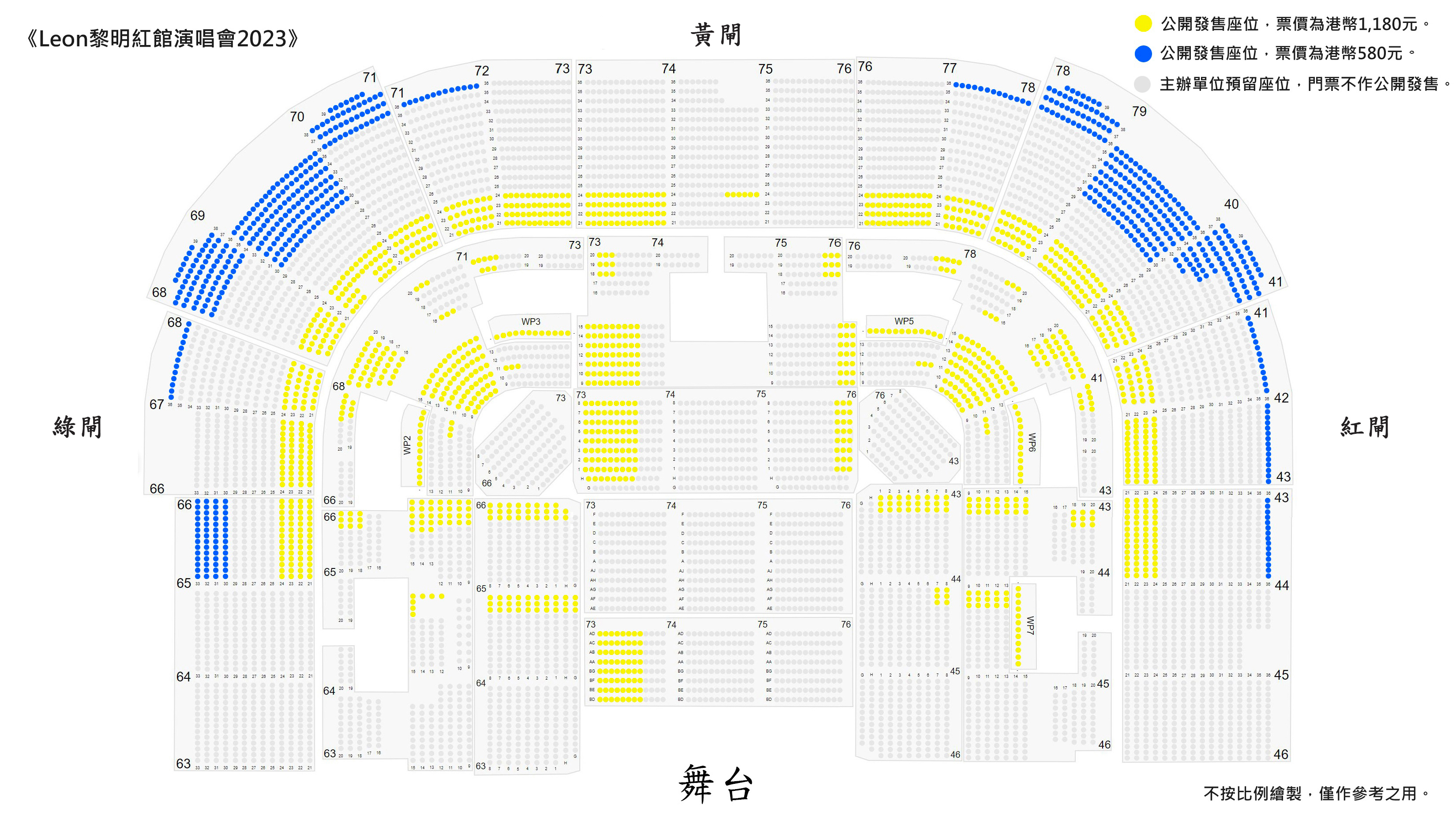
售票座位參考平面圖

此演唱會的門票售價分別為港幣1,180元及580元，不設實體售票處，觀眾可透過互聯網、流動應用程式及電話方式購票，每場備有30個輪椅座位，每個輪椅座位可附設1個看顧人座位，每張門票只限1人進場。優先發售的門票於2023年9月11日上午10時起讓指定信用卡客戶在HotdogTIX的網站或應用程式訂購，而大麥網於2023年9月18日開始讓淘麥vip會員訂購門票。約二萬張公開發售門票於2023年9月21日上午10時起透過城市售票網發售，並實施「延後取票」方案，觀眾可於演出日期前七天內至演出當天領取實體門票。主辦單位於2023年9月21日稍後時間宣佈將早前因製作關係而未作出售的門票釋出，加推約一千二百張門票，門票於2023年9月22日上午10時起透過城市售票網公開發售。

### 演出編排
演唱會於晚上8時30分開始，黎明演唱〈孤單的人孤單的我〉作為序幕歌曲，在唱畢〈情〉與向現場觀眾打招呼，其後以坐著形式演唱快歌〈DNA出錯〉，舞蹈員則以美國電視劇《Wednesday》的魔性喪屍舞伴隨着黎明唱歌。黎明在演唱〈傳情達意〉時，以舞步及動作配合演出，演唱會尾聲是快歌環節，最後以〈我的親愛〉作為完場歌曲，整場共演唱了25首歌，不設Encore環節，並於觀眾離場時播放歌曲〈人生遊戲〉。黎明演出時穿著的服裝是用皇室布料並以手工方式製造，款式以簡約優雅為主，他在演出期間只是簡單換上不同款式的禮服外套，沒有到後台換衣服，用盡所有時間在台上演出，以下是演唱會的歌曲編排：
1. 孤單的人孤單的我（身穿黑色禮服出場[45]）
2. 情
3. 感應
4. 情深說話未曾講
5. 情歸於盡
6. DNA出錯
7. 傳情達意
8. 一生幸福
9. 顧家（同居版）（唱畢後換上藍色禮服外套[46]）
10. 忘記和記
11. 火舞艷陽
12. 長情
13. 如果可以再見你
14. 我這樣愛你
15. 那有一天不想你
16. 對不起我愛你
17. 情難自控
18. 超平凡人的主題曲（唱畢後換上紅色禮服外套）
19. 聽身體唱歌
20. 盡情地愛
21. 夏日傾情
22. 傻痴痴
23. 願你今夜別離去
24. Sugar In The Marmalade（唱畢後脫下禮服外套）
25. 我的親愛（在歌曲尾聲加插另外2首歌曲的段落作為彩蛋）

黎明演出時的服裝造型
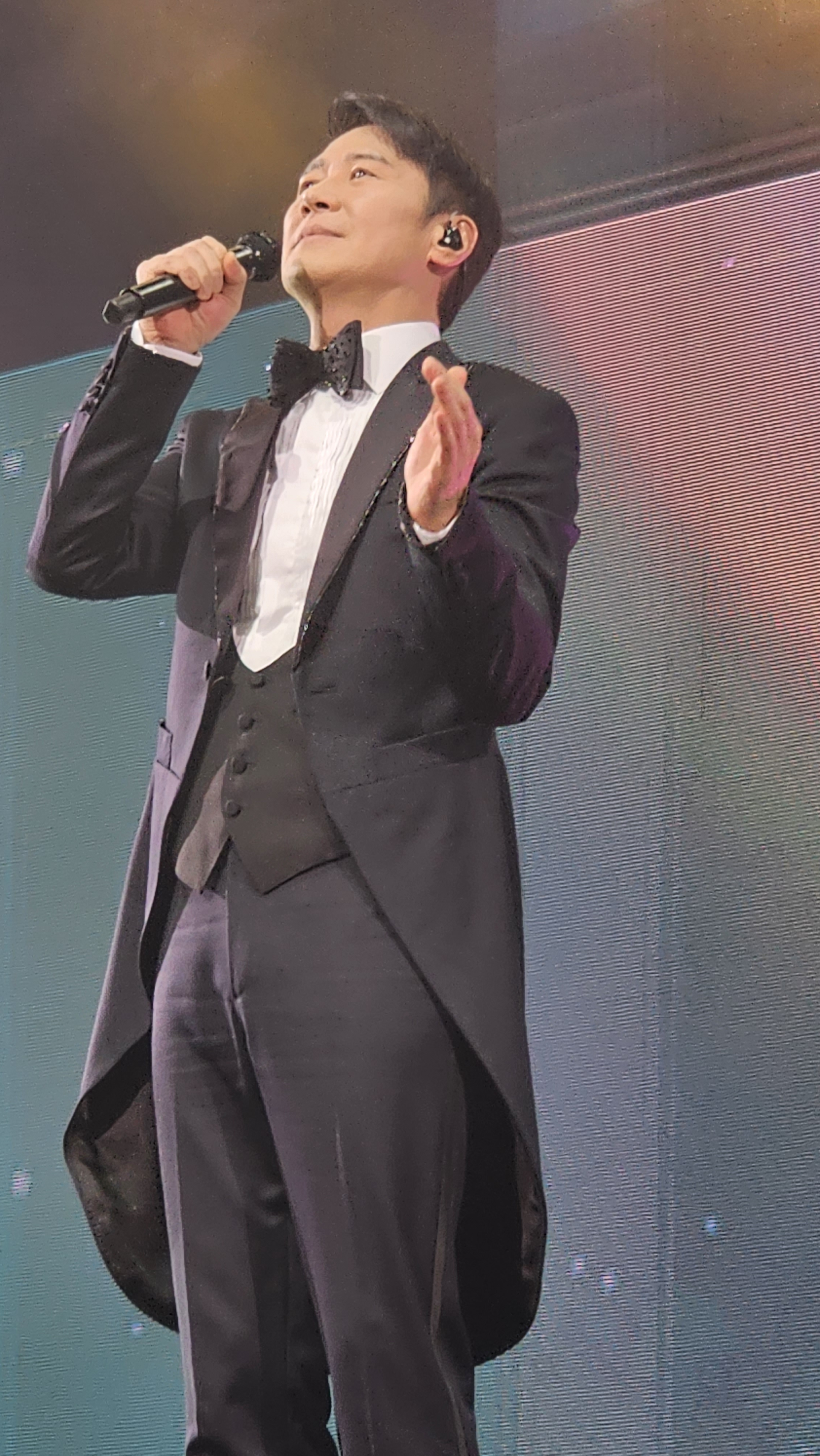
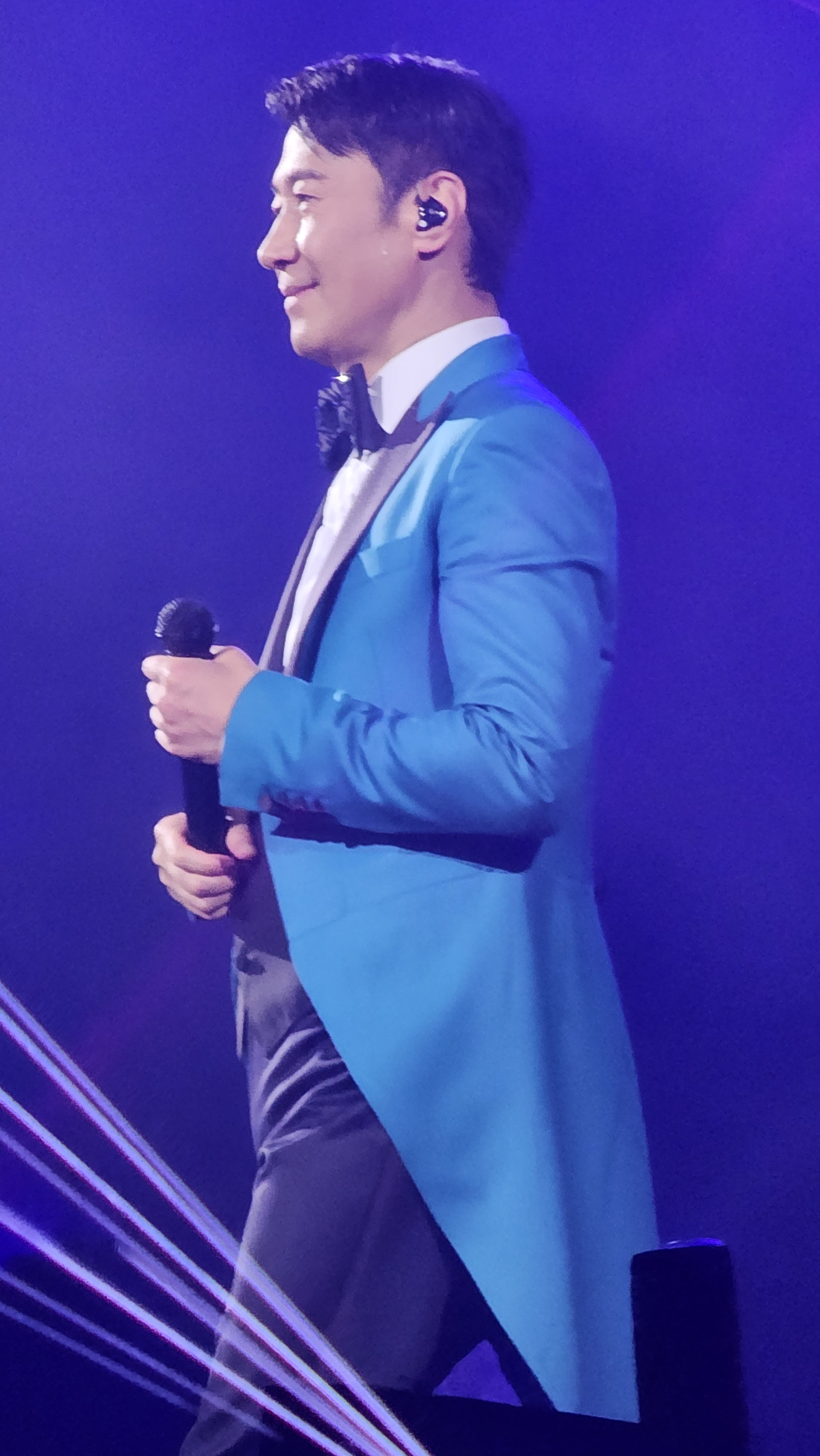
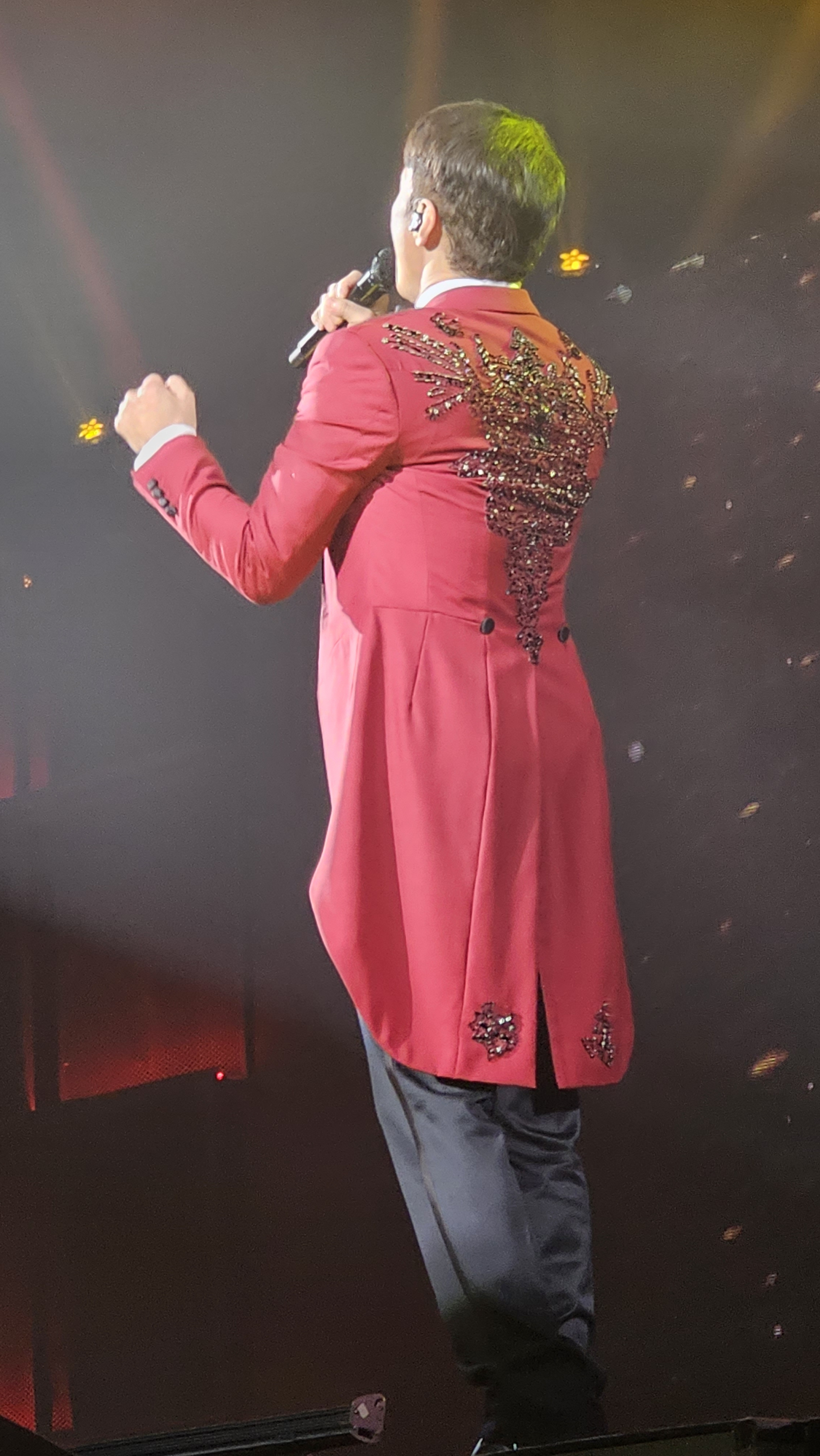
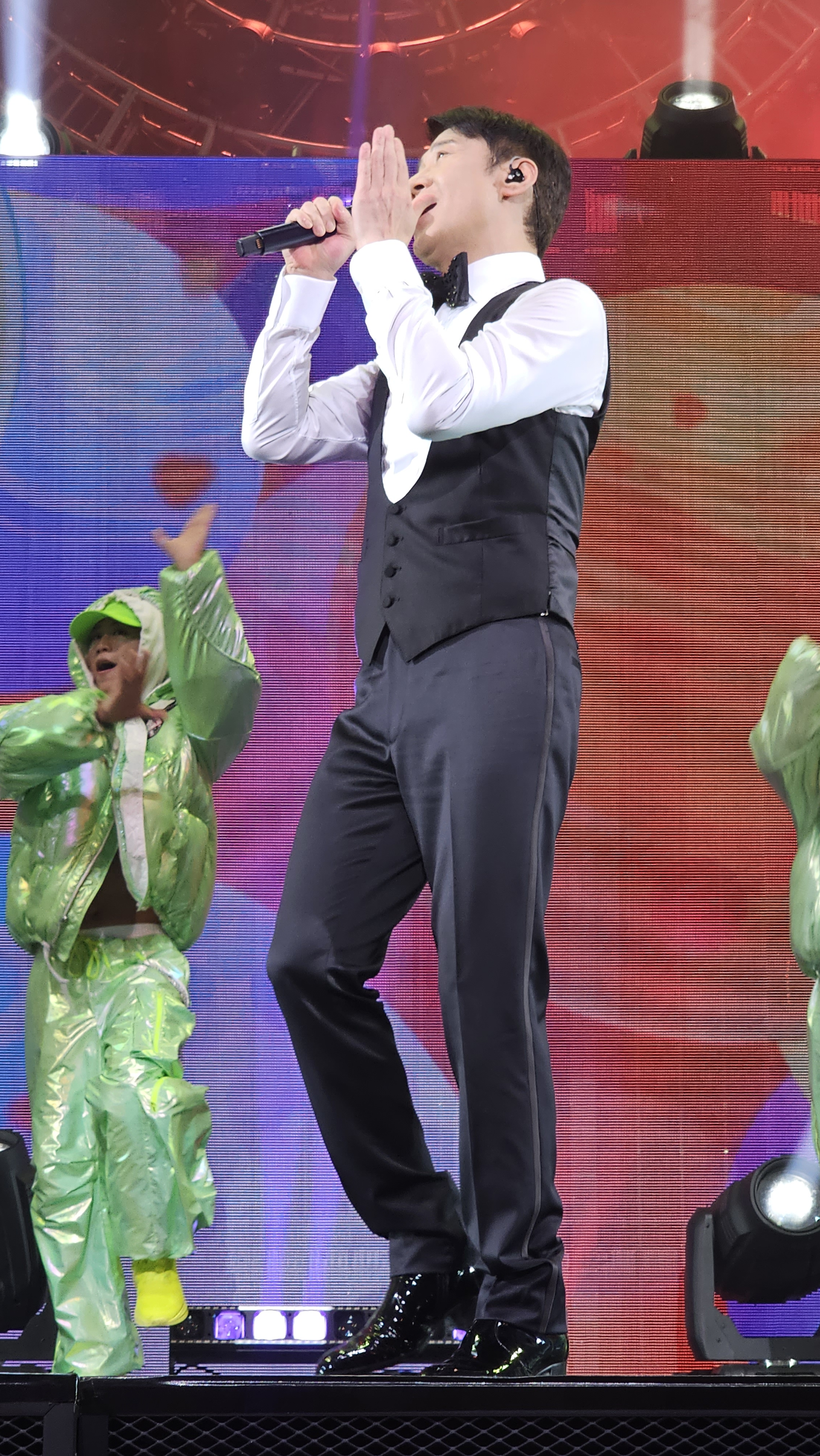

場次1：我的親愛（彩蛋：100樣可能、今生不再）
場次2：我的親愛（彩蛋：Happy 2000、夜夜夢中見）
場次3：我的親愛（彩蛋：全日愛、只要為我愛一天）
場次4：我的親愛（彩蛋：愛你不愛你、愛情影畫戲）
場次5：我的親愛（彩蛋：你係我嘅、及時擁抱）
場次6：我的親愛（彩蛋：我唔係死蠢、沒名字的歌 無名字的你）
場次7：我的親愛（彩蛋：全日愛、只要為我愛一天）
場次8：我的親愛（彩蛋：全日愛、只要為我愛一天）
場次9：我的親愛（彩蛋：我唔係死蠢、100樣可能）
場次10：我的親愛（彩蛋：我唔係死蠢、全日愛）

- 黎明演出時的服裝造型

### 製作及演出人員

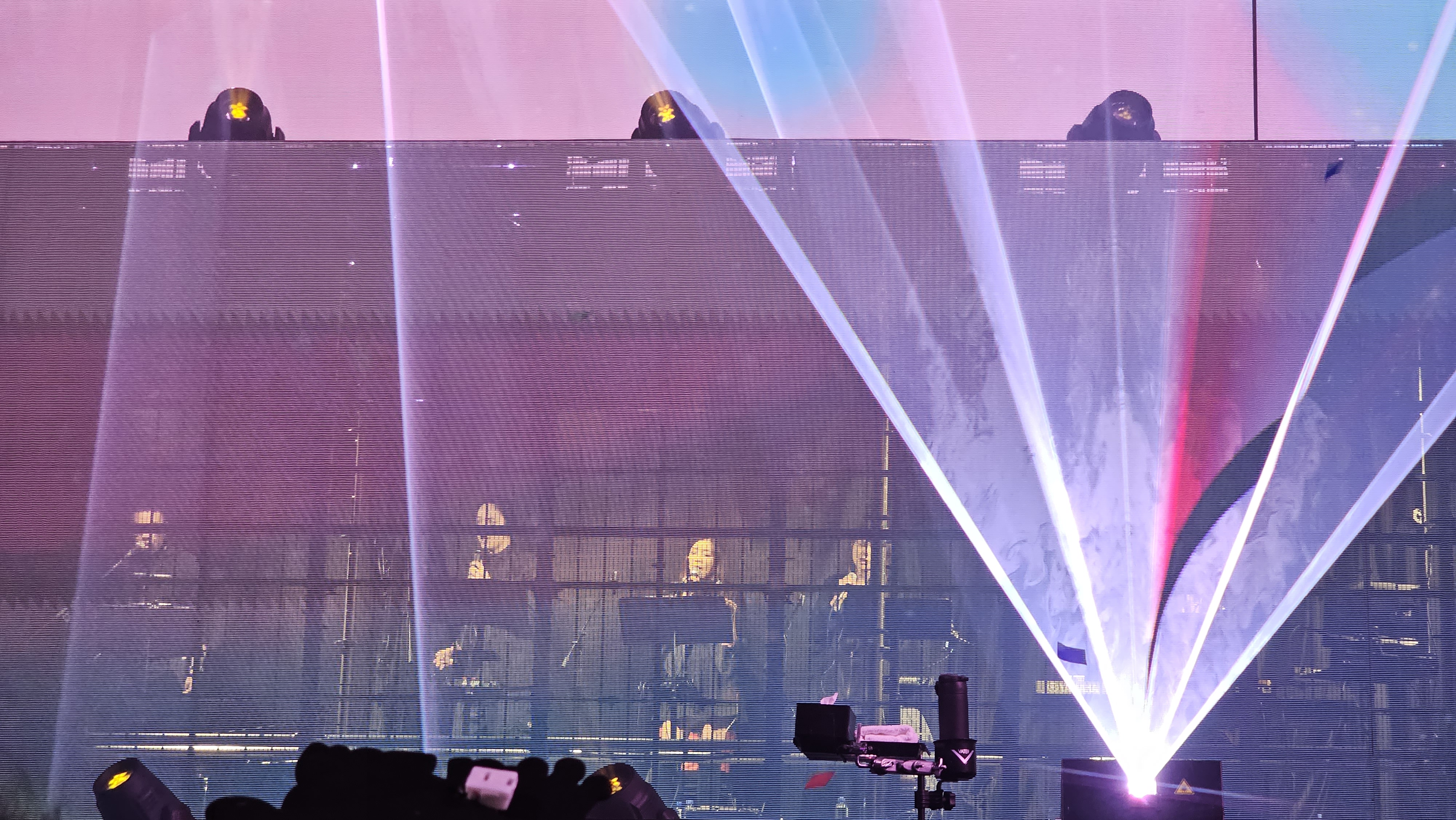
和音歌手Perl Yuen、Joseph Hwang、Gloria Tang、Viki Chan

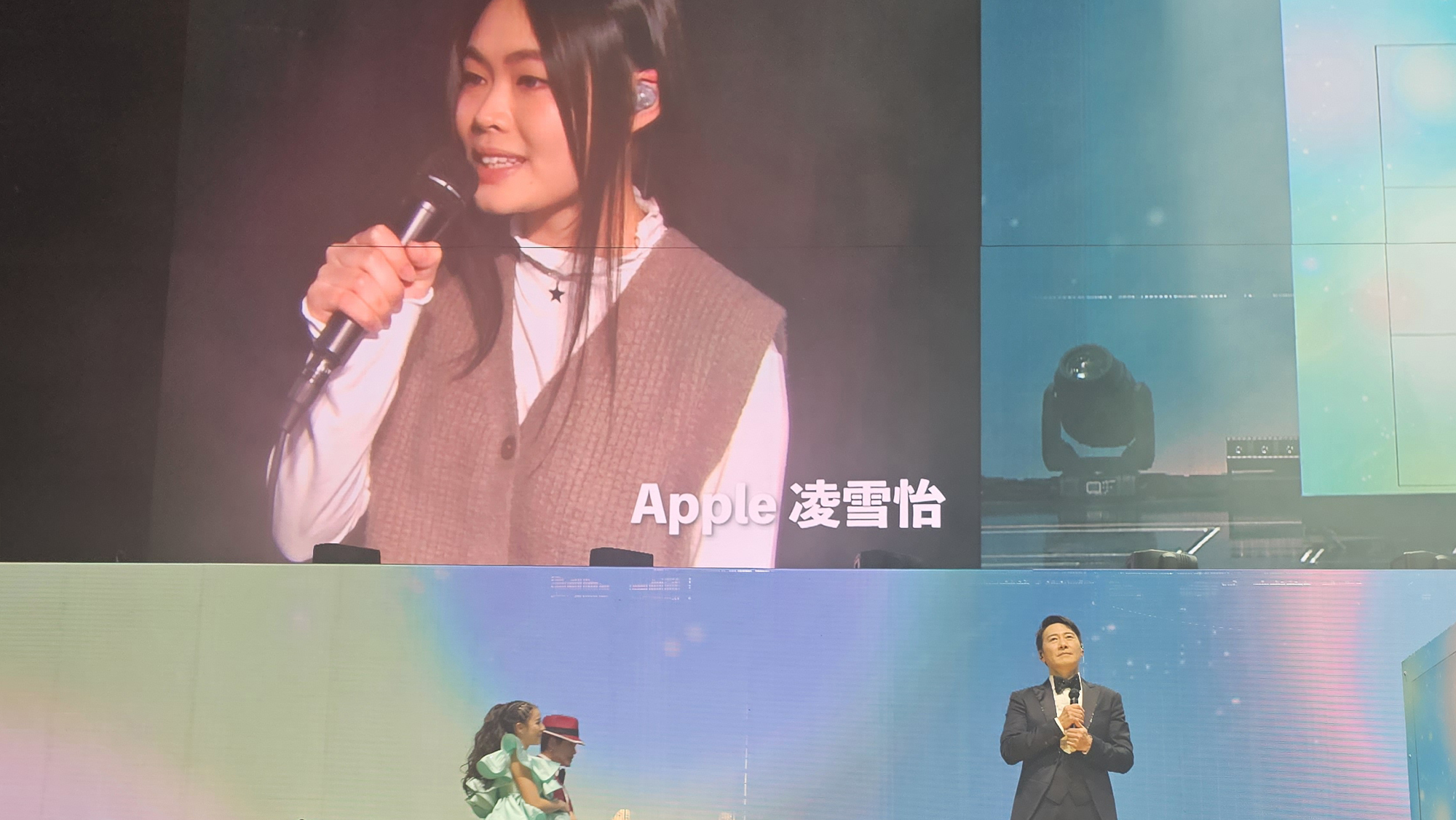
〈顧家（同居版）〉和音歌手凌雪怡

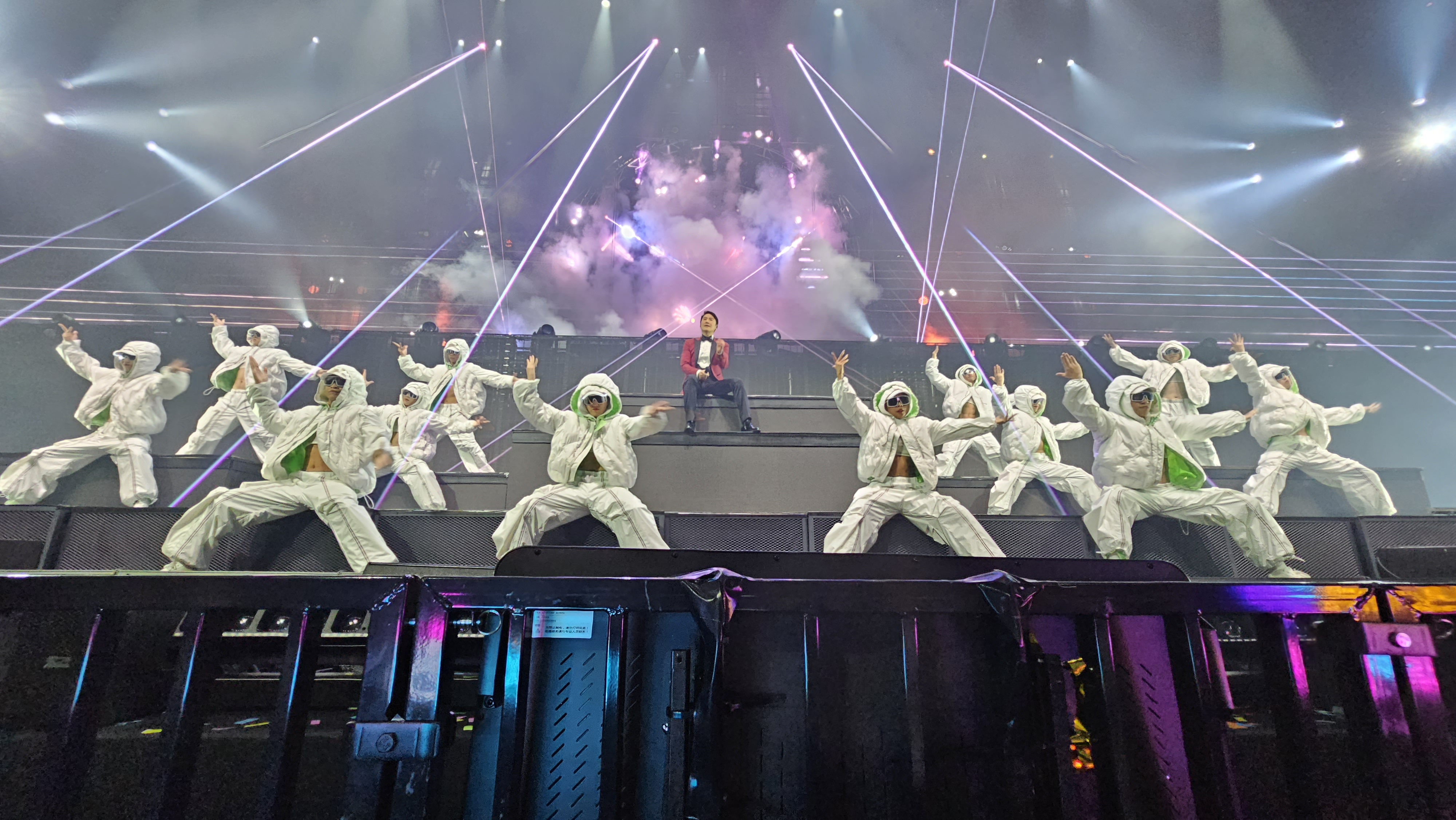
黎明與12名舞蹈員

以下是《Leon黎明紅館演唱會2023》的製作人員及演出者名單：
- 出品人：許冰心
- 形象總監：姚志康
- 藝人髮型：Sev Tsang
- 藝人化妝：Gary
- 舞蹈員服裝設計：姚詠珊
- 舞蹈員髮型：hc hair culture group
- 舞蹈員化妝：非常作GFC MAKEUP TEAM
- 音樂總監：何秉舜
- 結他：Goro Wong
- 鍵盤：Allan Lau、Abby Wong
- 鼓：Jonathan Sim
- 低音結他：Chan Siu Kei
- 和音：Perl Yuen、Joseph Hwang、Gloria Tang、Viki Chan、凌雪怡（擔任11月22日及23日場次的〈顧家（同居版）〉和音）[47]
- 舞蹈總監：梁業[48]、Ali
- 舞蹈員：Tsung、Hongj、Wilson、Him、King、Danffas、Jed、Monbiella、Heve、Dir、Iris、Jolin、Yoyo
- 音響、燈光工程及樂器提供：興明亞洲工程有限公司
- 舞台設計：周炳坤
- 舞台工程：藝科製作工程有限公司
- 工程統籌：Thompson Yeung、Ringo Wong
- 燈光設計：許樂民
- 音響設計：周錫亮
- 音響監聽：管達康
- 雷射效果：美佳激光
- 雷射效果設計：Wong Tsz Man、Alan Tham
- 機械器材提供：King Hing Stage Engineeing Company Limited
- 攝影器材提供：HDV Productions Limited
- 特別效果：金舞台技術有限公司
- 大屏幕器材提供：ITP
- 視覺設計：Hung Pui Kuen、Tong Pang
- 動畫製作：衝製有限公司、FATface Production Limited、Aaron Wong、Alan Kwok、Karl Tong、Petite Glant Studio
- 製作統籌：Much Entertainment Limited
- 副導演：Little Hey、Yilam
- 導演：Kelvin Law
- 監製：Bryant Chau

## 迴響

### 籌備階段
黎明於2023年8月23日透過社交平台釋出演唱會海報，海報中黎明身穿西裝，抱著一隻戴上耳筒的兔子及手拿一個Walkman（隨身音樂播放器），而播放器內的卡式帶上，顯示了黎明的歌曲作品名字，被視為是海報上的小密碼，會令人猜測演唱會的風格及歌曲名單，傳媒指一眾歌迷立刻踴躍留言點歌，而供優先訂購的門票亦於2023年9月11日開售當日售罄。九龍巴士於2023年11月初宣佈在演唱會舉行當天加開11條巴士線，各巴士線於演唱活動結束後提供限時服務，方便市民由紅磡體育館前往九龍新界各區。此外，贊助商保誠保險舉辦了門票抽獎活動，參加者須提供姓名、聯絡電話、家庭狀況及推廣碼等資料，借此取得現有客戶及潛在客戶的數據，提高銷售成功的機會。

### 演出階段
這是香港疫情降級後，黎明的首次個人大型演唱會，吸引不少海外觀眾到香港捧場，傳媒指來自台灣的觀眾超過一百人，同時也有不少來自中國大陸的觀眾，當中有人遠從蒙古呼倫貝爾市而來，有海外觀眾為了兼顧看演唱會和工作，在10天內三度往返香港，也有移居加拿大的觀眾因為看到其他觀眾在社群平台分享並直播現場演出內容，而專程到香港觀賞演唱會。不少歌手、藝人及公眾人物前往捧場，或送上花籃祝賀黎明演出成功，而來自香港的歌迷群組在其私人地方設置黎明不同造型的1比1人型紙板、黎明過往的演唱會海報，以及大量黎明的硬照及演唱會相片，於演唱會舉行期間開放給公眾報名參觀及拍照。傳媒指演唱會全場滿座，觀眾的螢光棒充斥整個場館，亦有觀眾採用低角度仰拍的方式，以激光天幕作為背照自拍。現場觀眾表現熱情，並準備了鮮花禮物，黎明籲觀眾不必送禮給他，可把用於購買的金錢捐到香港公益金。不少觀眾在快歌環節站起來跟着黎明唱歌和跳舞，全場氣氛變得熾熱，黎明於第9場演唱〈Sugar in the Marmalade〉時表現興奮並離地跳起，令在場歡眾驚喜歡呼，觀眾聽到音樂響起隨即站起來與黎明一起唱歌跳舞，氣氛高漲，直到最後一首歌曲〈我的親愛〉，觀眾繼續表現興奮，而每晚演唱會結束後，均有大批觀眾在紅磡體育館外守候黎明的座駕，跟黎明揮手道別。

歌迷自行發起的部分應援活動
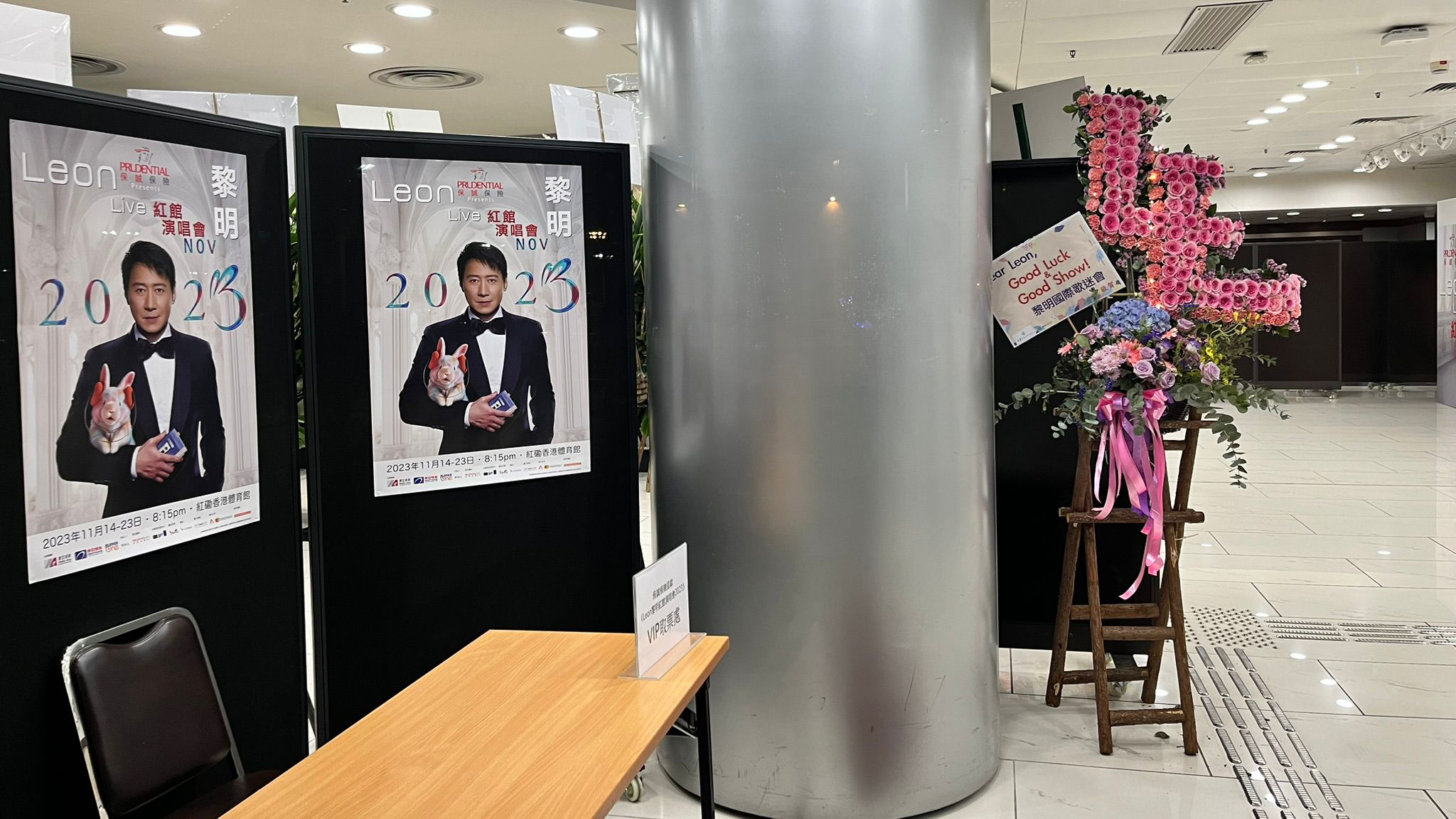
送贈花籃
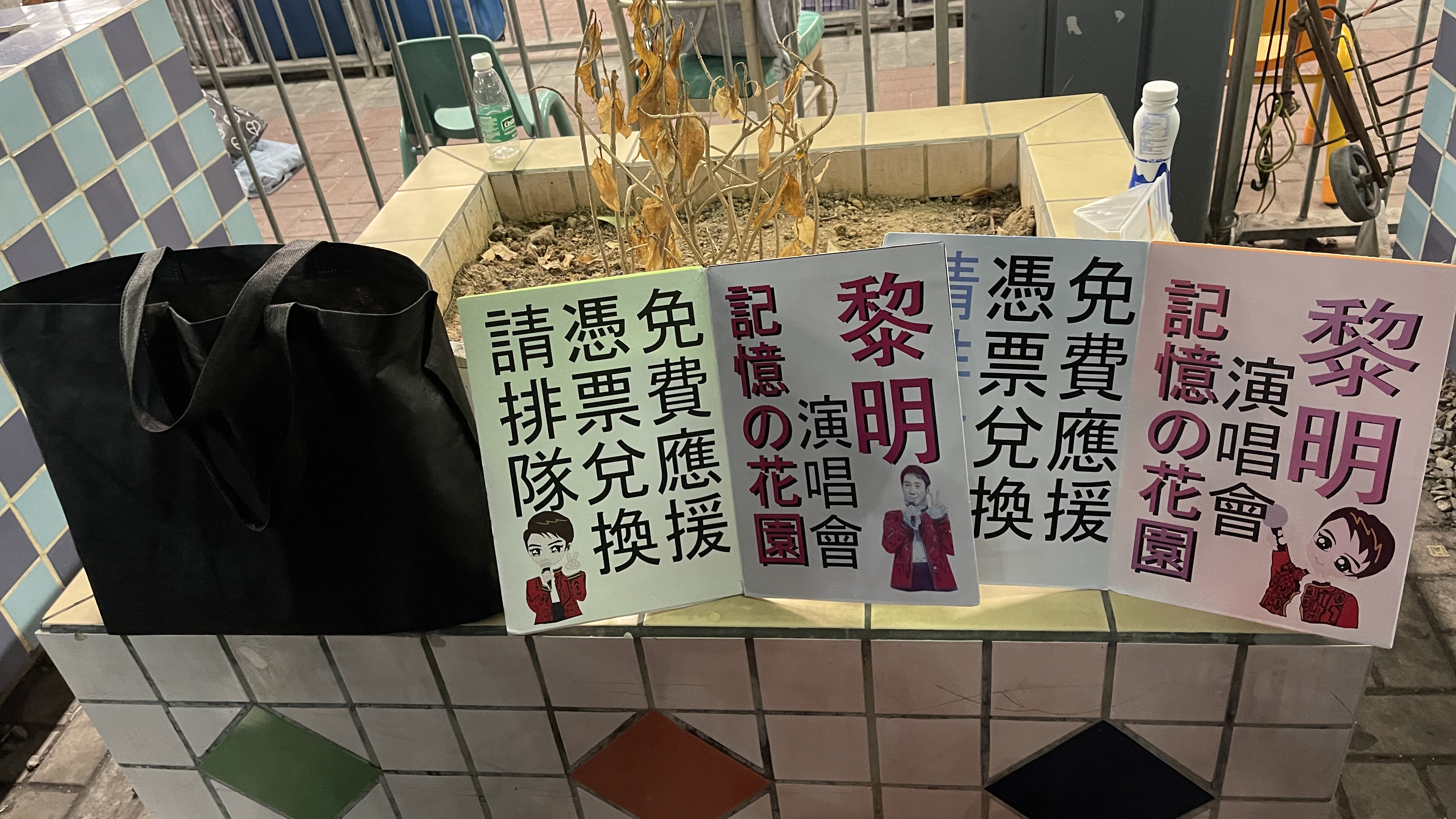
向入場觀眾派發應援物品
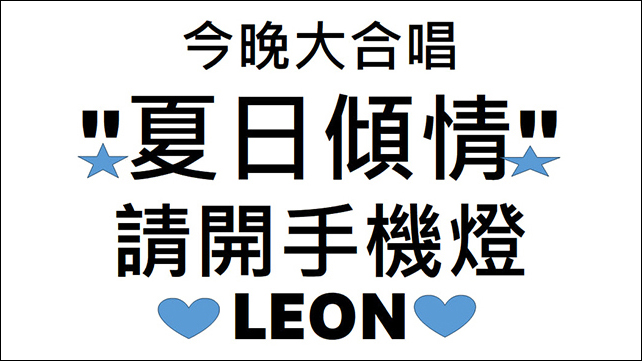
呼籲觀眾參與尾場大合唱

## 評論摘要

### 演唱會製作
傳媒報導表示觀眾對是次演唱會的內容編排及歌單，都有極佳反應，巨型的激光天幕，能讓觀眾感受到前所未有的官能刺激，場館內設置的70支雷射燈，配合巨型屏幕的視覺效果，在結構及製作上的複雜程度，打破紅磡體育館過往紀錄，入場觀眾不論身處任何角度，都可以零死角觀看到這個天幕。在選曲方面也讓觀眾感到驚喜，部分歌曲如〈感應〉、〈情歸於盡〉、〈傳情達意〉、〈情難自控〉等，黎明以往甚少在演唱會演唱，而歌曲〈顧家〉（同居版）更是首次在演唱會唱出，評論認為〈我的親愛〉、〈那有一天不想你〉、〈對不起我愛你〉、〈情深說話未曾講〉、〈傻痴痴〉、〈夏日傾情〉及〈願你今夜別離去〉等都是觀眾耳熟能詳的歌曲，能勾起觀眾的集體回憶。有傳媒表示巨型鐳射天幕再配合黎明的歌曲，既震撼紅磡體育館，亦震撼觀眾的眼球。唱片騎師艾力表示此演唱會是香港樂壇的盛事之一，主辦單位一直未有對外透露演唱會主題及演出內容，黎明也沒有出席任何節目或記者會做宣傳，但門票依然售罄，全場滿座，他認為鐳射天幕是不惜工本的製作，為了呈現效果，每區觀眾席均需要封閉部份座位，估計主辦單位因此少收約一千七百萬元港幣票房。舞蹈總監梁業認為整個演唱會很好看，燈光及舞台設計一流，他對於自己能夠參與其中感到幸運，也是他人生中的其中一個成就解鎖。

### 歌手表現
黎明在演唱會一連演唱了二十多首歌曲，獲觀眾讚賞他狀態大勇，現場唱功猶如「行走的CD」。報導指黎明每次舉行演唱會都會花心思，常有創新的概念，這次演唱會他少有地邊唱邊跳舞，即使只是跳了一會，觀眾已經滿意其表現。評論認為黎明坐着唱快歌展現了個人風格，整個場面是零違和感，全場觀眾更是興奮，黎明則以自嘲形式表示自己跳舞跳得不好看，因此交由專業舞蹈員負責跳舞，自己則專心唱歌。歌手陳慧琳認為黎明在台上坐着唱快歌的方式奏效，並表示有意效法。
此外，傳媒指近年不少歌手在港澳地區舉行演唱會時，都遇到觀眾提出說國語的要求，當中有政治表態的意味，若歌手處理不當則隨時會得罪觀眾，而是次演唱會亦有觀眾要求黎明說國語，黎明以溫和的態度回應：「你哋識聽廣東話㗎，我對你哋有信心！」（你們會聽廣東話的，我對你們有信心！），獲得香港網民讚賞他「神回應」、「轉數快又得體」（反應快又得體）、「EQ高真係天生」（EQ高真是天生的）、「我沒有愛錯」等。演唱會完場後，黎明乘車離開會場時爬到保姆車頂位置，向現場觀眾揮手，獲網民讚賞他具有天王風範。

### 經濟效益

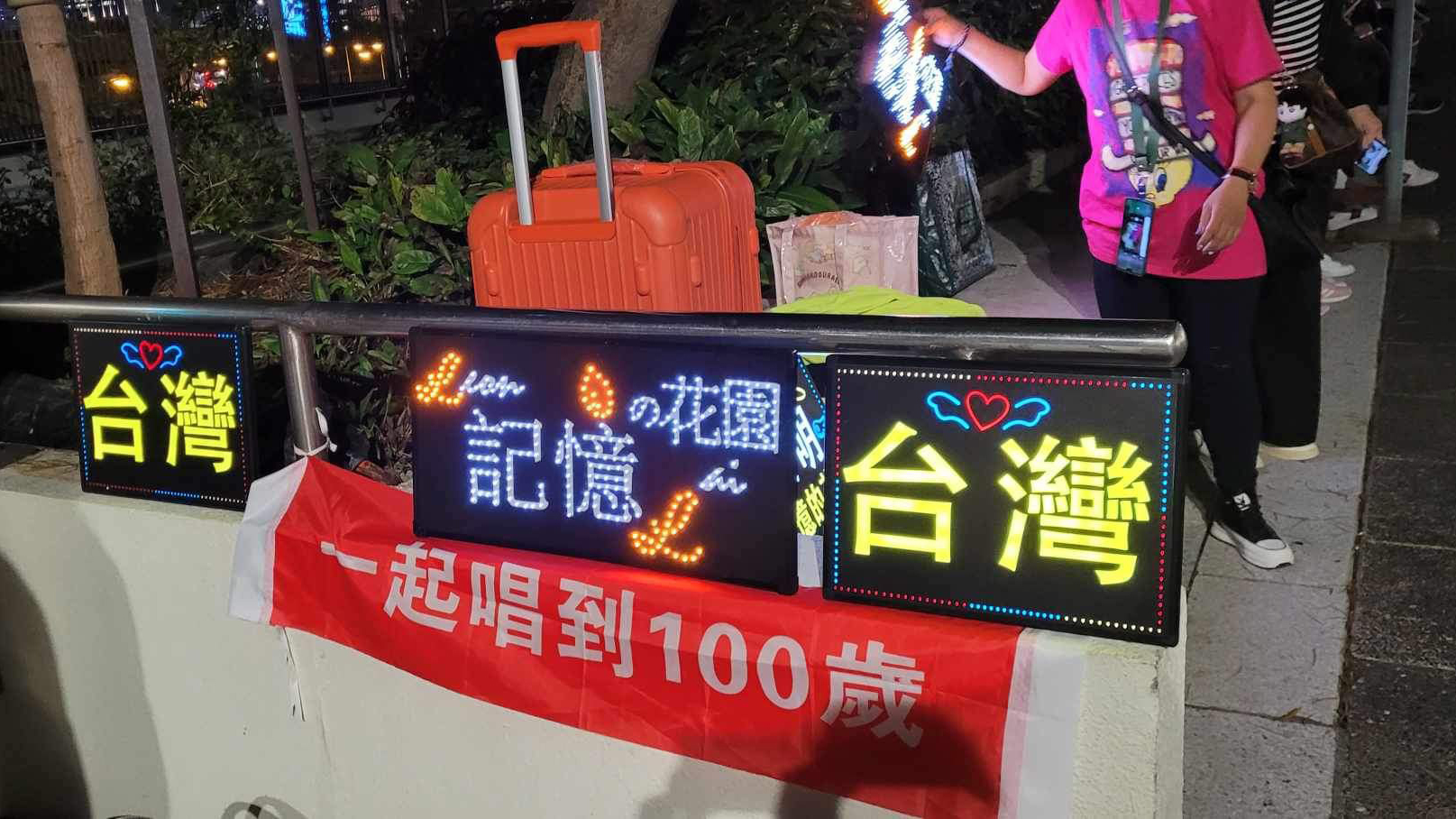
來自台灣的觀眾在場外應援

據台灣傳媒報導，此演唱會吸引大量的觀眾到場觀賞，當中包括來自外地的觀眾，其中從台灣專程到香港看演出的觀眾估計超過一百人，同時也有不少來自世界各地的觀眾到香港觀看黎明的演出並順道觀光，有來自外地的觀眾表示「為了看黎明演唱會才選擇來香港玩」，如果黎明不是在香港舉行演唱會，他們會傾向到日本、韓國等國家旅遊，而鄰近紅磡體育館的香港都會海逸酒店，是不少海外觀眾的住宿首選，該酒店表示每逢有知名歌手演出，住房率都會明顯增加，並出現滿房情況。評論指黎明的許多歌迷是從小就喜歡他，他們現在多是社會上的白領階級或上班族，有一定的經濟能力，除了購票支持黎明，亦會在住宿與吃喝玩樂等旅遊方面花錢消費，不需政府宣傳，單靠歌手本身的魅力即可帶動演唱會經濟，為11月的旅遊淡季帶來收益。

## 相關事件

### 觀眾意外受傷
2023年11月15日約晚上9時52分，警方接獲一名男子報案，稱在紅磡體育館看演唱會其間，後排一名女觀眾高舉約15吋乘10吋的膠製燈牌，報案人站起身時，頭部不小心撞向燈牌受傷，其後被送往醫院治理，警方將案件列作糾紛及意外受傷處理，指報案人曾稱會循民事方向索償。傷者的朋友認為事件的責任不在於演出者，並表示其他海外的演唱會會檢查入場觀眾的隨身行李，確保觀眾沒有攜帶硬物等容易令人受傷的物品，而香港的表演場地卻沒有相關的措施，他認為這次事件不應該不了了之，希望主辦單位及場館正視問題，並採取措施，防止同類事件再次發生。

### 網上門票騙案
2024年2月18日，有讀者向傳媒申訴，表示在官方售票網站買不到喜歡的座位門票，後來在網上拍賣平台見到有人轉讓前排門票，價錢跟原價差不多，於是與賣家接洽，惟付款後卻無法取得門票。與此同時，有人成立網上群組，群組成員約有六七人，聲稱都是被該名賣家所騙，當中大部分都是購買此演唱會的門票而被騙取訂金。警方表示收到6宗報案，案件列作「以欺騙手段取得財產」，交由西區警區刑事調查隊第三隊合併調查，並呼籲市民應盡量透過官方渠道購買門票，而在網上交易時，應光顧信譽良好的賣家並盡量當面交收。有從事演唱會門票買賣的人士稱，在網上購買門票要小心受騙，最好透過相熟網絡或有人介紹的渠道購買轉讓的演唱會門票，並採用現金交收，一手交錢，一手交票，不要先付訂金。

## 巡迴演唱
2024年10月起，黎明在中國內地進行同一系列的巡迴演出（又名《黎明巡迴演唱會》），演唱會由特高娛樂及可萊可文化主辦、尚台文化承辦，票價分別為人民幣588元、888元、1288元、1588元、1888元。

### 巡演時間表
| 巡演城市 | 演出日期             | 演出地點                     | 場數 | 備註                                   | 參考                           |
| -------- | -------------------- | ---------------------------- | ---- | -------------------------------------- | ------------------------------ |
| 廣州     | 2024年10月26日至27日 | 寶能國際體育演藝中心         | 2場  | 原定舉行1場，其後加開1場。             | [ 92 ] [ 93 ]                  |
| 北京     | 2024年11月9日        | 華熙LIVE·五棵松              | 1場  |                                        | [ 94 ]                         |
| 成都     | 2024年11月23日       | 成都鳳凰山體育公園綜合體育館 | 1場  | 黎明出道以來首次在成都舉行個人演唱會。 | [ 95 ] [ 96 ] [ 97 ] [ 98 ]    |
| 上海     | 2025年1月18日        | 梅赛德斯-奔驰文化中心        | 1場  |                                        | [ 99 ] [ 100 ] [ 101 ] [ 102 ] |
| 佛山     | 2025年8月23日至24日  | 佛山國際體育文化演藝中心     | 2場  | 原定舉行1場，其後加開1場。             | [ 103 ] [ 104 ]                |
| 杭州     | 2025年9月13日        | 杭州奧體中心體育場           | 1場  |                                        | [ 105 ]                        |
| 深圳     | 2025年10月11日       | 深圳市大運體育中心體育館     | 1場  |                                        | [ 106 ]                        |
| 蘇州     | 2025年11月1日        | 蘇州奧林匹克體育中心體育館   | 1場  |                                        | [ 107 ]                        |
| 南京     | 2025年11月15日       | 夢之藍青奧體育公園體育館     | 1場  |                                        | [ 108 ]                        |

### 巡演內容
以下是黎明在廣州、北京、成都巡迴演唱的歌曲名單：
| 演唱歌曲                                 | 廣州站 | 北京站 | 成都站 | 上海站 | 佛山站 | 杭州站 | 深圳站 | 蘇州站 | 南京站 |
| ---------------------------------------- | ------ | ------ | ------ | ------ | ------ | ------ | ------ | ------ | ------ |
| 孤單的人孤單的我                         | 曲目1  | 曲目1  | 曲目1  | 曲目1  |        |        |        |        |        |
| 情                                       | 曲目2  | 曲目2  | 曲目2  | 曲目2  |        |        |        |        |        |
| 感應                                     | 曲目3  | 曲目3  | 曲目3  | 曲目3  |        |        |        |        |        |
| 兩個人的煙火                             | 曲目4  | 曲目4  | 曲目4  | 曲目4  |        |        |        |        |        |
| 藍色街燈                                 | 曲目5  | 曲目5  | 曲目5  | 曲目5  |        |        |        |        |        |
| DNA出錯                                  | 曲目6  | 曲目6  | 曲目6  | 曲目6  |        |        |        |        |        |
| 傳情達意                                 | 曲目7  | 曲目7  | 曲目7  | 曲目7  |        |        |        |        |        |
| 一生幸福                                 | 曲目8  | 曲目8  | 曲目8  | 曲目8  |        |        |        |        |        |
| 顧家（同居版）                           | 曲目9  | 曲目9  | 曲目9  | 曲目9  |        |        |        |        |        |
| 深秋的黎明                               | N/A    | 曲目10 | N/A    | N/A    |        |        |        |        |        |
| 那有一天不想你                           | 曲目10 | 曲目14 | 曲目10 | 曲目10 |        |        |        |        |        |
| 火舞艷陽                                 | 曲目11 | 曲目11 | 曲目11 | 曲目11 |        |        |        |        |        |
| 長情                                     | 曲目12 | 曲目12 | 曲目12 | 曲目12 |        |        |        |        |        |
| 如果可以再見你                           | 曲目13 | N/A    | 曲目13 | 曲目13 |        |        |        |        |        |
| 我這樣愛你                               | 曲目14 | N/A    | N/A    | N/A    |        |        |        |        |        |
| 心在跳                                   | N/A    | 曲目13 | 曲目14 | 曲目14 |        |        |        |        |        |
| 對不起我愛你                             | 曲目15 | 曲目15 | 曲目15 | 曲目15 |        |        |        |        |        |
| 今夜妳會不會來（國語版）                 | 曲目16 | 曲目16 | 曲目16 | 曲目21 |        |        |        |        |        |
| 情難自控                                 | 曲目17 | 曲目17 | 曲目17 | 曲目17 |        |        |        |        |        |
| 超平凡人的主題曲                         | 曲目18 | 曲目18 | 曲目18 | 曲目18 |        |        |        |        |        |
| 聽身體唱歌                               | 曲目19 | 曲目19 | 曲目19 | 曲目19 |        |        |        |        |        |
| 盡情地愛                                 | 曲目20 | 曲目20 | 曲目20 | 曲目20 |        |        |        |        |        |
| 夏日傾情                                 | 曲目21 | 曲目21 | 曲目21 | 曲目16 |        |        |        |        |        |
| 傻痴痴                                   | 曲目22 | 曲目22 | 曲目22 | 曲目22 |        |        |        |        |        |
| 願你今夜別離去                           | 曲目23 | 曲目23 | 曲目23 | 曲目23 |        |        |        |        |        |
| Sugar In The Marmalade                   | 曲目24 | 曲目24 | 曲目24 | 曲目24 |        |        |        |        |        |
| 我的親愛（彩蛋：〈對你的愛永遠多一點〉） | 曲目25 | 曲目25 | 曲目25 | 曲目25 |        |        |        |        |        |

### 各地迴響
《Leon黎明廣州演唱會2024》的演出地點位於廣州市黃埔區的寶能國際體育演藝中心，設有1萬8千個觀眾席座位、60個貴賓包廂、一棟5層停車大樓，門票在預售開始不到一分鐘即售罄。黎明演唱的曲目編排融合了他早期的歌曲和後來的音樂作品，據現場觀眾表示，演唱會全場座無虛席，反應熱烈，有觀眾表示「黎明的現場表現力依舊充沛，他溫暖的聲音、穩健的台風讓人感慨時光彷彿停駐。」、「58歲的他，沒有奇裝異服，也沒有花里胡哨的互動情節，歌曲一首接一首地唱。」，也有觀眾於社交網站分享黎明的演唱片段，並讚賞其表現，獲網民好評，評論指黎明的演出水準一如既往地高，現場唱功穩如唱片，單是坐在台上唱快歌已經充滿魅力，更成為他的個人特色。業內人士指《Leon黎明北京演唱會2024》的門票全部售罄，但由於只演1場，對主辦方來說利潤空間並不大，評論指黎明近年低調的行事風格使得他並未吸引到更多年輕的受眾，他的歌迷群仍以1970年代至1980年代出生的人為主，另一方面，黎明的低調為這次演唱會增添了神秘色彩，他的「沉寂」讓觀眾更加渴望看到他在舞台上的風采。樂評人盧世偉分析指，黎明近年來主力於幕後工作，作品不多，亦甚少公開亮相，難以吸引新生代的歌迷，此外，演出策劃曉飛表示黎明以往的巡迴演唱會和大型演唱會完成度極高，但表示不看好黎明於2024年舉行的巡迴演唱會，他認為該年「打情懷牌」的演出市場已經消費過度，如果想要好的市場佔有率，就要不斷找到與年輕人的溝通點，提升吸引力。

## 外部連結
- 保誠保險呈獻《Leon黎明紅館演唱會2023》 （页面存档备份，存于） 寰亞傳媒集團有限公司. 2023
- 恒生信用卡客戶「保誠保險呈獻《Leon黎明紅館演唱會2023》」獨家優先購票 （页面存档备份，存于） HotdogTIX. 2023-09-11